# اسمالی ۳۶۴۴۵
سیارک ۳۶۴۴۵ (به انگلیسی: 36445 Smalley، نامگذاری:2000QU) سی و شش هزار و چهارصد و چهل و پنجمین سیارک کشف شده‌است که در ۲۳ اوت ۲۰۰۰ کشف شد.